# Alison Lurie
Alison Lurie, född 3 september 1926 i Chicago, Illinois, död 3 december 2020 i Ithaca, New York, var en amerikansk författare. Hon mottog Pulitzerpriset för skönlitteratur för romanen Foreign Affairs, 1984. Hon är mest känd som romanförfattare men hon skrev också ett antal fackböcker och artiklar.

## Biografi
Lurie föddes i Chicago men växte upp i White Plains, New York. Hon studerade vid Radcliffe College där hon tog examen 1947. Året efter gifte hon sig med Jonathan Peale Bishop. Lurie och Bishop fick tre söner. De skilde sig 1985. Hon var fram till sin död gift med författaren Edward Hower.  
På 1970-talet började Lurie undervisa vid English Department på Cornell, där hon var anställd till 1979. Hon undervisade i barnlitteratur och författande. 1989 utsågs hon till professor i amerikansk litteratur vid Cornell.

## Romanernas teman och karaktärer
Love and Friendship, titeln på hennes första publicerade roman, är samma titel som på en tidig roman av Jane Austen; den behandlar problem inom amerikanska college och invigningsriterna till vuxenvärlden, och kvinnornas problem att finna sin roll där. Nästa roman, The Nowhere City, har spår av både Thomas Mores Utopia och Gertrude Steins beskrivning av Oakland, California i, “There is no there there.” The War between the Tates och Foreign Affairs antyder paralleller mellan akademiska karriärister och politiska uppkomlingar. The Truth about Lorin Jones och Truth and Consequences behandlar problemet att tala sanning, både i livet och inom konsten.
Luries huvudkaraktärer är vanligtvis en del av den akademiska- eller konstvärlden och bor i nordöstra USA. De flesta av hennes akademiska karaktärer är knutna till en av två fiktiva institutioner: Convers College (baserad på Amherst, där Luries make undervisade 1954–1957) och Corinth University (baserad på Cornell University, där både Lurie och Bishop undervisade under många år). Lurie väver in ett flertal generationer från ett fåtal familjer från roman till roman. Från Stockwells, en välbärgad familj från New Jersey, kommer Emmy, Clark (make till författaren Janet Belle Smith). Kusinerna Zimmerns hör hemma i New York; Leonard Zimmer dyker upp i alla Luries romaner från och med Real People. Miranda Fenn, den häxlika lärarfrun från första romanen, återkommer i Only Children som en liten flicka, och i en av novellerna. Mumpsons, en familj från Tulsa, är viktiga i Foreign Affairs och i Last Resort.  
Emmy, i Luries första utgivna roman, representerar en karaktär som Lurie ofta kommer att återvända till: lärarfrun, även representerad av Katherine Cattleman i Nowhere City, Erica Tate i War between the Tates, Jenny Walker i Last Resort och Jane MacKenzie i Truth and Consequences. Alla dessa kvinnor är välutbildade, intelligenta, attraktiva och relativt välbärgade. De är gifta och har vanligtvis uppfostrat barn, och nu står de inför frågan vad hennes livsval har lett till. Vanligtvis, funderar hon på beslutet att gifta sig med just denna man, och påminner sig själv om motiven och drömmarna vid just denna tidpunkt. I ett antal av sina romaner, får vi också ta del av makens kritiska bedömning över valet att gifta sig med just denna kvinna.  
Ett flertal av Luries karaktärer är, som hon själv, födda runt 1926: Lorin Jones och Mary Ann/Miranda Fenn, Janet Belle Smith (42 i Real People, 1969), Erica Tate (40 år 1969), Vinnie Miner (54 i Foreign Affairs, 1978, och som Lurie en professor i barnlitteratur) och Wilkie Walker (70 i Last Resort, 1998). Dessa karaktärer har också följt Lurie från Amherst/Convers till Los Angeles till Cornell/Corinth och till London och Key West, ofrånkomligen uppkommer tankar om att åtminstone en del av dessa karaktärer representerar författaren själv. Janet Belle Smith (Real People) och Delia Delaney (Truth and Consequences) år snarare pretentiösa författare vilka Lurie driver med ibland, men de reflekterar också aspekter från hennes erfarenheter som författare.

### Utgivet på svenska
- Bara barn 1980
- Kloka Greta och andra glömda folksagor 1981
- Utrikes förbindelser 1985
- Sanningen om Lorin Jones 1989
- De svarta gässen 2002

### Filmatiseringar av hennes verk
- The War Between the Tate filmatiserades för TV 1977 med skådespelarna Elizabeth Ashley och Richard Crenna.
- Imaginary Friends filmatiserades som serie för TV 1987.
- Foreign Affairs filmatiserades för TV 1993 med skådespelarna Joanne Woodward, Brian Dennehy och Eric Stoltz.

## Priser och utmärkelser
- Pulitzerpriset för skönlitteratur 1985 för Foreign affairs